# Arthur Chuquet
Arthur Maxime Chuquet (* 1853 in Rocroi; † 1925) war ein französischer Historiker, Spezialist für Deutschland und die französische Revolution insbesondere der napoléonischen Periode.
Er war Professor für deutsche Literatur an der École normale supérieure in der Pariser Rue d’Ulm im Pariser Quartier Latin. Weiterhin war er zwischen 1888 und 1924 noch verantwortlich für die Veröffentlichung der Revue critique d’histoire et de la littérature (Kritische Betrachtung der Geschichte der Literatur). Im Jahr 1900 wurde er zum Mitglied der Académie des sciences morales et politiques gewählt. Seit 1898 war er korrespondierendes Mitglied der Bayerischen und seit 1907 der Preußischen Akademie der Wissenschaften. 1910 wurde er als assoziiertes Mitglied in die Académie royale des Sciences, des Lettres et des Beaux-Arts de Belgique aufgenommen.

## Werke
- Le Général Chanzy, 1823–1883 (1884)
- La Campagne de l’Argonne (1792) (1886)
- Les Guerres de la Révolution: 1. La Première invasion prussienne (11 août – 2 septembre 1792) (1887)
- Les Guerres de la Révolution: 2. Valmy (1887)
- Les Guerres de la Révolution: 3. La Retraite de Brunswick (1887)
- Les Guerres de la Révolution: 4. Jemappes et la conquête de la Belgique (1792–1793) (1890)
- Les Guerres de la Révolution: 5. La Trahison de Dumouriez (1891)
- Les Guerres de la Révolution: 6. L’Expédition de Custine (1892)
- Les Guerres de la Révolution: 7. Mayence (1792–1793) (1892)
- Les Guerres de la Révolution: 8. Wissembourg (1793) (1893)
- Les Guerres de la Révolution: 9. Hoche et la lutte pour l’Alsace, 1793–1794 (1893)
- J.-J.-Rousseau (1893)
- La Guerre 1870–71 (1895)
- Les Guerres de la Révolution: 10. Valenciennes (1793) (1896)
- Les Guerres de la Révolution: 11. Hondschoote (1896)
- Paris en 1790, voyage de Halem. Traduction, introduction et notes par Arthur Chuquet (1896)
- La Jeunesse de Napoléon (3 volumes, 1898–1899) Texte en ligne 1 2 3
- L’École de Mars (1794) (1899)
- L’Alsace en 1814 (1900)
- Études de littérature allemande (2 volumes, 1900–1902). Texte en ligne 1 2
- Stendhal-Beyle (1902)
- Dugommier (1738–1794) (1904)
- La Légion germanique (1792–1793) (1904)
- Études d’histoire (7 volumes, 1905–1912)
- Un prince jacobin, Charles de Hesse ou le général Marat (1906)
- Journal de voyage du général Desaix: Suisse et Italie (1797). Publié avec introduction et notes par Arthur Chuquet (1907) Texte en ligne
- Souvenirs du baron de Frénilly, pair de France (1768–1828). Publié avec introduction et notes par Arthur Chuquet (1908) Texte en ligne
- Mémoires du général Griois (1792–1822). Publié par son petit neveu, avec introduction et notes par Arthur Chuquet (2 volumes, 1909) Texte en ligne 1 2
- Littérature allemande (1909) (Histoires des Littératures)
- Épisodes et portraits (3 volumes, 1909–1911)
- Quatre généraux de la Révolution: Hoche et Desaix, Kléber et Marceau. Lettres et notes inédites suivies d'annexes historiques et biographiques (1911–1920)
- Ordres et apostilles de Napoléon (1799-1815) (4 volumes, 1911–1912)
- Lettres de 1792 (1911)
- Lettres de 1793 (1911) Texte en ligne
- Lettres de 1812 (1911)
- Lettres de 1815 (1911)
- La Campagne de 1812. Mémoires du margrave de Bade. Traduction, introduction et notes (1912)
- Inédits napoléoniens (2 volumes, 1913–1919) Texte en ligne 1 2
- Le Général Dagobert (1736–1794). L’armée sous l’ancien régime et sous la Révolution; Nice et Sospel; les combats devant Perpignan; la conquête de la Cerdagne; représentants et généraux à l’armée des Pyrénées-Orientales, la Seu d’Urgel (1913)
- L’Année 1814. La campagne de France. Les alliés à Paris. Aux mois d’avril et de mai. En Alsace. Quelques généraux. L’île d’Elbe. Le congrès de Vienne. Lettres et mémoires (1914)
- Dumouriez (1914) Texte en ligne
- De Frédéric II à Guillaume II. Chiffon de papier, Reims et Dresde, Hermann et Roland, Pangermanisme, Alsace et Belgique, Voix d’Amérique (1915)
- Allemands d’hier et d’aujourd’hui, esquisses historiques (1918)
- Les Chants patriotiques de l’Allemagne, 1813–1918 (1920)
- Le Départ de l’Île d’Elbe (1921)